# Falko Mohrs

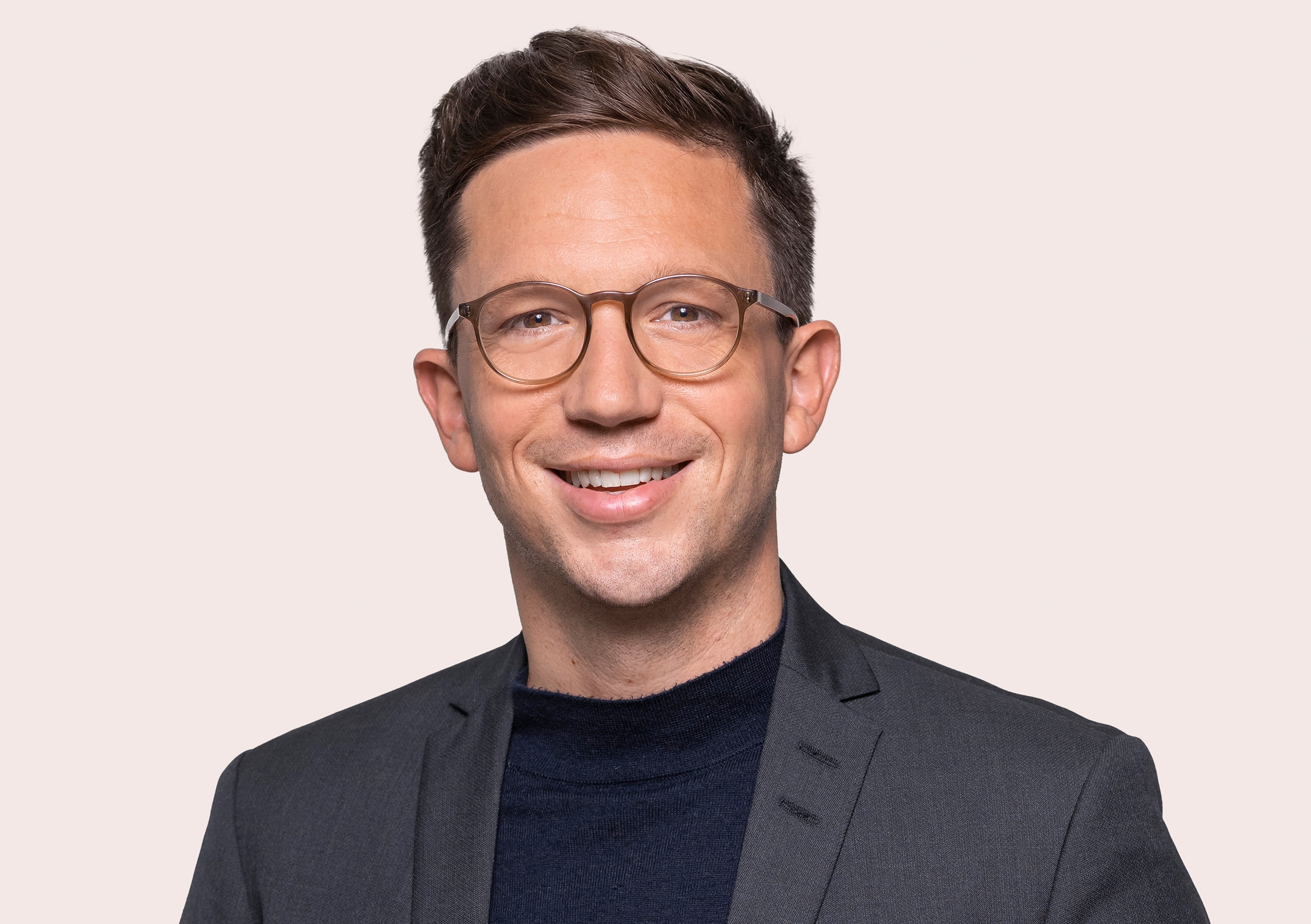
Falko Mohrs (2021)

Falko Mohrs (* 23. Juli 1984 in Wolfsburg) ist ein deutscher Politiker (SPD). Er ist seit dem 8. November 2022 niedersächsischer Minister für Wissenschaft und Kultur. Zuvor war er von 2017 bis 2022 Mitglied des Bundestages.

## Leben
Falko Mohrs ist der Sohn des Politikers Klaus Mohrs. Seit seiner Jugend ist er Mitglied im Verband Christlicher Pfadfinderinnen und Pfadfinder und war Jugenddelegierter der UN-Generalversammlung, später gehörte er dem Vorstand des Europäischen Jugendforums an. Für die Pfadfinder war er besonders in Afrika ehrenamtlich aktiv und hatte in Niedersachsen auf Bezirks- und Landesebene diverse Ämter und Beauftragungen in Gremien inne.
Nach Abschluss seiner Ausbildung zum Speditionskaufmann sowie seines Studiums zum Diplom-Kaufmann (FH) arbeitete er zunächst in der Konzernlogistik und dann als Fertigungskoordinator in der Touran- und Tiguan-Montage bei Volkswagen.

## Politik
Über sein ehrenamtliches Engagement fand er den Weg in den Rat der Stadt Wolfsburg, dem er seit 2013 angehört. Aktuell ist er dort Vorsitzender des Jugendhilfeausschusses sowie Mitglied im Strategieausschuss und Unterausschuss Digitalisierung der Stadt Wolfsburg.

### Bundestagsabgeordneter
Mohrs wurde bei Bundestagswahl 2017 erstmals in den Deutschen Bundestag gewählt. Er gewann im Bundestagswahlkreis Helmstedt-Wolfsburg das Direktmandat. Bei der Bundestagswahl 2021 konnte er erneut das Direktmandat gewinnen. Im Zuge seiner Ernennung zum Minister legte er das Mandat am 7. November 2022 nieder. Für ihn rückte Alexander Bartz in den Bundestag nach.
Mohrs war für die SPD-Bundestagsfraktion ordentliches Mitglied im Ausschuss für Wirtschaft und Energie, Ausschuss Digitale Agenda, Unterausschuss Regionale Wirtschaftspolitik und ERP-Wirtschaftspläne sowie in der Enquete-Kommission „Künstliche Intelligenz“.
Außerdem war er stellvertretender Vorsitzender der Parlamentariergruppe Zentralafrika.
Innerhalb der SPD-Bundestagsfraktion gehört Mohrs dem Netzwerk Berlin an und war dessen Sprecher von 2019 bis zu seinem Ausscheiden aus dem Bundestag.

### Landesminister
Am 8. November 2022 wurde Mohrs zum Minister für Wissenschaft und Kultur des Landes Niedersachsen ernannt. Seit November 2024 koordiniert Mohrs die SPD-Wissenschaftsminister der Länder als sogenannter A-Koordinator.

## Mitgliedschaften
- IG Metall
- Freiwillige Feuerwehr Vorsfelde
- Schützenbrüderschaft Helmstedt
- AIDS-Hilfe Wolfsburg e. V.
- Arbeiterwohlfahrt
- Verband der Reservisten der Deutschen Bundeswehr
- Verband Christlicher Pfadfinderinnen und Pfadfinder[3]